# Mazaleón
Mazaleón é um município da Espanha na província de Teruel, comunidade autónoma de Aragão. Tem 85,98 km² de área e em 2021 tinha 503 habitantes (densidade: 5,9 hab./km²).

## Demografia
| Variação demográfica do município entre 1991 e 2004 | Variação demográfica do município entre 1991 e 2004 | Variação demográfica do município entre 1991 e 2004 | Variação demográfica do município entre 1991 e 2004 |
| --------------------------------------------------- | --------------------------------------------------- | --------------------------------------------------- | --------------------------------------------------- |
| 1991                                                | 1996                                                | 2001                                                | 2004                                                |
| 629                                                 | 608                                                 | 604                                                 | 587                                                 |